# USS Michael G. Mullen (DDG-144)
El USS Michael G. Mullen (DDG-144) será el 94.º destructor de la clase Arleigh Burke (Tramo III) de la Armada de los Estados Unidos. Lleva el nombre del expresidente del Estado Mayor Conjunto, el almirante Michael Mullen.

## Construcción
Se le ordenó en 2023 como parte de un plan más amplio de 5 años para construir 9 barcos del Vuelo III y se espera que comience la fabricación en 2027.
En 2024, recibió el nombre del expresidente Michael Mullen, ya que era un "líder visionario en el molde de los más grandes líderes navales que los precedieron".